# Skyttea tephromelarum
Skyttea tephromelarum är en svampart som tillhör divisionen sporsäcksvampar, och som beskrevs av Klaus Kalb och Hafellner in Kalb 1988. Skyttea tephromelarum ingår i släktet Skyttea, ordningen disksvampar, klassen Leotiomycetes, divisionen sporsäcksvampar och riket svampar. Arten är reproducerande i Sverige.